# 목포북교초등학교
목포북교초등학교는 대한민국 전라남도 목포시 북교동에 있는 공립 초등학교이다. 을미개혁(제3차 갑오개혁)의 일환으로 공포된 소학교령에 따라 같은 해 나주초등학교와 함께 설립된 전남 서부지역의 근대식 공립학교이다.

## 학교 연혁
- 1897년 3월 1일 무안항공립소학교 설립(무안향교 양사제 및 압전)[1]
- 1901년 3월 1일 현 위치로 교사 이전
- 1907년 11월 2일 공립목포보통학교로 개편(설립인가 4월 1일)
- 1909년 3월 1일 보통학교 제1회 졸업생 24명 배출
- 1910년 8월 11일 여자부 분립
- 1911년 11월 1일 목포공립보통학교로 개칭[2]
- 1933년 6월 10일 목포제일공립보통학교로 개칭[3]
- 1938년 4월 1일 목포북교공립심상소학교로 개칭[4]
- 1941년 4월 1일 목포북교공립국민학교로 개칭[5]
- 1949년 12월 31일 목포북교국민학교로 개칭[6]
- 1976년 5월 10일 본교 상징 지정(느티나무, 개나리, 녹색)
- 1995년 1월 1일 병설유치원(1학급) 인가
- 1995년 3월 1일 목포달성국민학교 통합
- 1996년 3월 1일 목포북교초등학교로 개칭[7]
- 1997년 11월 2일 개교 100주년 기념 행사 개최
- 2000년 9월 1일 꿈동산(다목적 강당) 준공
- 2010년 9월 7일 학교체육시설 현대화 사업
- 2015년 3월 25일 역사관 개관[8]
- 2021년 9월 1일 제38대 신희봉 교장 부임
- 2022년 1월 4일 제113회 졸업생 28명 배출(총31,702명)

## 오층석탑
본관 뒤뜰에 자리하고 있는 5층 석탑은 조성연대와 유래는 명확하지 않으나 학교의 역사 이상으로 오래된 문화유적으로 보인다.

## 느티나무
이 나무는 목포 북교초등학교 본관 좌측에 자리하고 있으며, 수종은 느티나무이다. 목포 북교초등학교는 1897년 목포개항과 함께 성립되었으며, 1901년에 현 위치로 이전해와 오늘에 이르고 있다. 이 느티나무는 북교초등학교의 교목이자 상징이다.

## 학교 상징
- 교화 - 개나리
  - 평범, 인내 : 전국 어디서나 볼 수 있고 어디나 꽂아도 잘사는 꽃
  - 청렴결백 : 누가 눈여겨 돌보거나 말거나 제 스스로 피었다 지는 꽃
- 교목 - 느티나무 : 정답고 사랑스러움
- 교색 - 녹색 : 무한한 성장과 불변의 의지

## 참고 자료
- 목포북교초등학교 - 한국교육학술정보원 학교알리미